# Jefferson Cardim de Alencar Osório
Jefferson Cardim de Alencar Osório (1912-1995), hijo del oficial de la Mariña Brasileña Roberto de Alencar Osório cuyo  nombre de nacimiento fue Robert Ernest Hoomenark, y de Corina Cardim de Alencar Osório, fue un militar brasileño que alcanzó el grado de coronel del ejército y fue purgado de las fuerzas armadas por el AI-1 en el Golpe de Estado en Brasil de 1964. Por su convicción política de izquierda, sufrió en toda su carrera militar muchas persecuciones de sus superiores, particularmente de Ernesto Geisel, el cuarto dictador general del régimen militar (1974-1979), que logró tornarse además su gran enemigo personal. Coronel Jefferson Cardim es el autor de la primera respuesta armada al Dictadura militar en Brasil, por un episodio que se conoció como la guerrilla de Três Passos. También es considerado por algunos una de las primeras víctimas, si no la primera, de la represión conjunta entre dos países de América del Sur que en la década de 1970 vendrían a buen término en la Operación Cóndor.

## Guerrilla de Três Passos
Después de haber sido purgado del Ejército así como muchos otros soldados, tenía una idea fija: dar una respuesta militar al nuevo gobierno antes del golpe completar un año. Vay al encuentro de Leonel Brizola en Uruguay, tratando de encontrar apoyo para una acción militar capaz de desestabilizar al gobierno. Tenía la esperanza de que tendría apoyo de una red de partidarios Brizola cuando empizase su plan de insurgencia. En Uruguay, encuentra algunos militares purgados que lo apoyan, consigue comprar armas y decide regresar a Brasil, junto con otros dos por la frontera entre las ciudades de Rivera y Santana do Livramento. Su plan era hacer una peregrinación de varias ciudades y cuarteles del sur de Brasil, lo que llevaría a la población a levantarse contra Castelo Branco. Su primera acción militar se lleva a cabo en la ciudad de Três Passos en el noroeste del estado de Río Grande del Sur, ya con más veinte otros regimentados por el camiño en el total de 23. Tome un cuartel de la policía militar y una estación de radio local, donde se lee un manifiesto en vivo, en el 26 de marzo de 1965. Sigue hacia al norte donde encontraría un grupo de cinco mil hombres del ejército con la misión dea detenerlo . Otro enfrentamiento se produce al día siguiente, cerca del pueblo de Medianeira en Paraná, donde se entregó su grupo de hombres. Sería torturado y encarcelado, acusado de matar a un sargento en la confrontación de Mediadora. En 1968, junto con su hijo también encarcelado con sólo 15 años, se escapa del cárcel y se convierte en un refugiado político, primero en México y después en Argelia.

## Detención y extradición en Buenos Aires
Con la pose del pasaporte argelino, pasa a vivir en Uruguay, junto con su mujer natural de este país. Conoce Salvador Allende en una conferencia internacional y esto, después de haber sido elegido presidente de Chile, te invita a participar en su gobierno. Jefferson aceptó su oferta y parte de Montevideo en coche con destino a Chile, junto con su hijo de 18 años y un sobrino uruguayo de 20. En 11 de diciembre de 1970, una vez que desenbarcan en Argentina después de ter tomado el ferry Colónia-Buenos Aires, los tres viajeros son detenidos por la Policía Federal Argentina con la falsa acusación de tráfico de drogas. Su detención sería supervisada por el agregado militar de Brasil en Buenos Aires, el coronel Nilo Caneppa da Silva, desde su desembarco en la Argentina. Los tres fueron detenidos por la Policía Federal Argentina y permanece incomunicado en la Superintendencia de Seguridad Federal (también conocida como "Coordinación Federal"), son interrogados, sufren la tortura de los policiales que buscan la denuncia de nombres de políticos peronistas o guerrilleros motoneros y Tupamaros. Dos días después, el sobrino uruguayo es liberado por la policía argentina, mientras que Jefferson y su hijo son conducidos para un vuelo de regreso a Brasil en un avión que sirve un ministro brasileño en visita a Buenos Aires. Uno de los miembros del vuelo reconoce a Jefferson y llama a su madre por teléfono diciendo que él va a regresar a Brasil. Esta declaración evita su "desaparición". De vuelta a Brasil, todavía sufre la tortura en las primeras semanas, junto con su hijo, que es liberado en el 20 de enero de 1971. Jefferson permanece encarcelado hasta 2 de noviembre de 1977.